# 西沙州
西沙州，唐朝时设置的州。
武德五年（622年）改瓜州置，治所在敦煌县（今甘肃省敦煌市东南）。辖境包括今甘肃省敦煌市、阿克塞哈萨克族自治县，新疆维吾尔自治区且末县等地。貞觀七年（633年）改为沙州。